# Memphis (Míchigan)
Memphis es una ciudad ubicada en el condado de Macomb y condado de St. Clair en el estado estadounidense de Míchigan. En el Censo de 2010 tenía una población de 1183 habitantes y una densidad poblacional de 397,53 personas por km².

## Geografía
Memphis se encuentra ubicada en las coordenadas 42°53′43″N 82°46′7″O / 42.89528, -82.76861. Según la Oficina del Censo de los Estados Unidos, Memphis tiene una superficie total de 2.98 km², de la cual 2.9 km² corresponden a tierra firme y (2.52%) 0.08 km² es agua.

## Demografía
Según el censo de 2010, había 1183 personas residiendo en Memphis. La densidad de población era de 397,53 hab./km². De los 1183 habitantes, Memphis estaba compuesto por el 97.63% blancos, el 0.76% eran afroamericanos, el 0.25% eran amerindios, el 0% eran asiáticos, el 0% eran isleños del Pacífico, el 0.51% eran de otras razas y el 0.85% pertenecían a dos o más razas. Del total de la población el 2.11% eran hispanos o latinos de cualquier raza.